# Hrabstwo Wyandot
Hrabstwo Wyandot (ang. Wyandot County) – hrabstwo w stanie Ohio w Stanach Zjednoczonych. Obszar całkowity hrabstwa obejmuje powierzchnię 407,62 mil2 (1 055,74 km²). Według danych z 2010 r. hrabstwo miało 22 615 mieszkańców. Hrabstwo powstało 3 lutego 1845 roku, a jego nazwa pochodzi od nazwy własnej Huronów.

## Sąsiednie hrabstwa
- Hrabstwo Seneca (północ)
- Hrabstwo Crawford (wschód)
- Hrabstwo Marion (południe)
- Hrabstwo Hardin (południowy zachód)
- Hrabstwo Hancock (północny zachód)

## Miasta
- Upper Sandusky

## Wioski
- Carey
- Harpster
- Kirby
- McCutchenville (CDP)
- Marseilles
- Nevada
- Sycamore
- Wharton